# El Pendís
El Pendís és una masia a uns dos km al sud oest de Rupit (Osona) inclosa a l'Inventari del Patrimoni Arquitectònic de Catalunya. Antiga masia que es troba registrada en els fogatges de 1553 de la parròquia de Sant Joan de Fàbregues, avui adscrita a la parròquia de Sant Miquel de Rupit. Aleshores habitava el mas un tal Joan Pandis. El mas ha sofert diverses reformes i segons indica la finestra damunt del portal de migdia es degué reformar al segle xix (1855).

## Arquitectura
Masia de planta rectangular assentada sobre el desnivell del terreny. És coberta a dues vessants amb el carener perpendicular a la façana orientada a migdia. Consta de planta baixa i dos pisos. La façana presenta un gros portal adovellat, al damunt s'hi obre una finestra allindada i motllurada i un trencaaigües de forma triangular que descriu una mena de frontó. Entre el primer i segon pis s'hi obren quatre finestres més. Damunt el portal hi ha tres espieres. A llevant s'hi obren 5 finestres més amb espieres. Als angles sud-oest i sud-est són recolzats per contraforts. A mig mur de ponent s'hi adossen el cos de la latrina i l'antic forn. El sostre d'aquesta construcció es troba mig enrunat. A tramuntana hi ha petites finestres amb els ampits motllurats. El materials constructius són gresos i granit vermell unit amb morter de calç, mentre els escaires de les obertures són de carreus ben treballats.
Hi ha també un cobert de planta rectangular cobert a una sola vessant. Es troba orientat de est a oest. A migdia presenta un portalet de pedra amb llinda de fusta. A ponent es troba recolzada per una gran pedra que dona accés al primer pis a través d'un portal rectangular. les obertures són de pedra treballada. Els materials emprats són gresos i conglomerats.
Destaca també una gran cabana situada davant l'era de batre del mas. Es de planta quadrada coberta a dues vessants, amb el carener perpendicular a la façana, la qual es troba orientada a llevant. Consta de planta baixa i primer pis. La part esquerre no té mur de tancament i la part dreta només té la planta baixa. El ràfec sud-est presenta més voladís que el nord-est. La part de ponent presenta només un portal a la planta, a tramuntana hi ha un portal rectangular al qual s'accedeix mitjançant dos graons i la banda de migdia és gairebé cega. Construïda amb gres vermell unit amb morter de calç, els carreus dels angles són ben escairats.